# 西洞庭管理区
西洞庭管理区为湖南省常德市所辖县级行政管理区，其前身为“西洞庭农场”，2000年改制至今。西洞庭地处西洞庭湖宾湖区，全境位于鼎城区境内。总面积110平方公里，总人口6.8万人，来源于23个省、205个县（区），有11个民族。下辖1个镇（祝丰镇）、3个办事处（望洲、金凤、龙泉）、4个社区、26个建制村。有副科级以上行政事业单位45家，工商企业100多家，其中规模以上企业26家。除行政、财税外，其他事务包括民事、区划与统计等全部归入鼎城区。现为市直辖区。

## 行政区划
西洞庭管理区下辖2个街道办事处、1个镇：
龙泉街道、金凤街道和祝丰镇。